# İmişli
İmişli (ook: Imishli) is een stad in Azerbeidzjan en is de hoofdplaats van het district İmişli.
De stad telt 33.300 inwoners (01-01-2012).